# Camilo Ugo Carabelli
Camilo Ugo Carabelli (Buenos Aires, 17 juni 1999) is een Argentijns tennisser.

## Carrière
Carabelli maakte zijn profdebuut in 2016 en won zijn eerste challenger in 2021. In 2022 won hij zijn tweede en derde challenger en nam deel aan Roland Garros waar hij de tweede ronde bereikte. Hij versloeg in de eerste ronde Aslan Karatsev maar verloor in de tweede ronde van Félix Auger-Aliassime.

## Palmares
| Legenda                       | Legenda               |
| ----------------------------- | --------------------- |
| Grand Slam                    |                       |
| Olympische Spelen             |                       |
| tot 2009                      | vanaf 2009            |
| Tennis Masters Cup            | ATP Finals            |
| ATP Masters Series            | ATP Tour Masters 1000 |
| ATP International Series Gold | ATP Tour 500          |
| ATP International Series      | ATP Tour 250          |

### Enkelspel
| Nr.                  | Datum             | Toernooi    | Ondergrond | Tegenstander in finale | Score         | Details |
| -------------------- | ----------------- | ----------- | ---------- | ---------------------- | ------------- | ------- |
| gewonnen challengers |                   |             |            |                        |               |         |
| 1.                   | 29 augustus 2021  | Warschau    | Gravel     | Nino Serdarušić        | 6-4, 6-2      |         |
| 2.                   | 2 mei 2022        | Tigre       | Gravel     | Andrea Collarini       | 7-5, 6-2      |         |
| 3.                   | 14 augustus 2022  | Lima        | Gravel     | Thiago Agustín Tirante | 6-2, 7-6      |         |
| 4.                   | 24 september 2023 | Antofagasta | Gravel     | Tristan Boyer          | 3-6, 6-1, 7-5 |         |

### Dubbelspel
| Legenda | Legenda                          |
| ------- | -------------------------------- |
| g.t.    | geen toernooi gehouden           |
| l.c.    | lagere categorie                 |
| –       | niet deelgenomen                 |
| G       | uitgeschakeld in de groepsfase   |
| 1R      | uitgeschakeld in de eerste ronde |
| 2R      | uitgeschakeld in de tweede ronde |
| 3R      | uitgeschakeld in de derde ronde  |
| 4R      | uitgeschakeld in de vierde ronde |
| KF      | uitgeschakeld in de kwartfinale  |
| HF      | uitgeschakeld in de halve finale |
| F       | de finale verloren               |
| W       | het toernooi gewonnen            |
| w-v     | winst/verlies-balans             |

| grandslamtoernooien |    |   |
| Australian Open     | –  | – |
| Roland Garros       | 2R | – |
| Wimbledon           | –  | – |
| US Open             | –  | – |
| titels per jaar     | 0  | 0 |
| eindejaarsranking   |    |   |